# 山川建夫
山川 建夫（やまかわ ゆきお、1943年11月21日 - ）は、日本のアナウンサーであり、1985年までフジテレビのアナウンサーを務めていた。1989年からは東京俳優生活協同組合に所属。フジテレビお台場アナウンススクール講師。

## 来歴・人物
東京・千駄ヶ谷生まれ。慶應義塾大学法学部政治学科卒業。フジテレビアナウンサーとしておよそ17年間務めた後に退社、その後は憲法改正に反対する主張、環境保護や自然と親しむ暮らしについての講演などを行っている。
大学を卒業した1968年にアナウンサーとしてフジテレビに入社、同期入社のアナウンサーには逸見政孝、松倉悦郎、竹下典子、小林節子、山根佳代子。
ベ平連に係わってベトナム戦争反対運動を行っていたこともある山川は、1970年、当時司会アシスタントとして出演していた朝のワイドショー番組「小川宏ショー」の放送内で、他番組でベトナム視察報告をした女優の山口淑子（李香蘭、のち参議院議員。当時平日昼のワイドショー番組「3時のあなた」の週後半のメイン司会を担当）を「2週間程度の取材で、戦争の実態がわかるのか」などと批判、それが問題となって起用からわずか10ヶ月で同番組を降板した。また、社内では労働組合を結成して同社の経営（当時の鹿内信隆社長による準同族経営）を糾弾するなどしており、1985年には同社を退社することとなった。
北海道小樽市の1年半を含む2年半、ワンボックスカーの改造車で家族と全国を旅し、1987年に辿り着いた千葉県・市原市の農村に、農地つきの借家を月家賃1万円で借り定住した。田畑を耕し、野山を歩く日々を送りながら、フリーアナウンサーとしての活動も行っている。
芸能事務所は、1989年から東京俳優生活協同組合に所属していた。
私生活ではフジテレビの同僚アナウンサーだった宮崎総子と結婚、一女をもうけた。後に宮崎とは離婚、女児は宮崎の姉夫婦（宮崎恭子・仲代達矢）の養女となり、後に仲代奈緒として芸能界デビューしている。
フジテレビ退職後の放浪と田舎暮らしは、再婚した妻と娘と共に行っている。再婚した妻との間の娘・山川咲は後にウェディングプランナーとして活躍。

## フジテレビ時代の担当番組
- 小川宏ショー（1970年4月 - 1971年1月）
- 3時のあなた

## フリー転身後の出演番組
ナレーションが中心である。
- 小さな旅（NHK、手紙シリーズ 朗読）
- 知ってるつもり?!（日本テレビ）
- ステーションEYE（テレビ朝日）
- 報道特集（TBS）
- 爆報! THE フライデー（TBS）2015年2月20日放送「あのグループの確執今夜解決SP」にて同期の松倉、小林とともに顔出しで出演、田舎暮らしの模様も紹介された[5]。

## 書籍

### 雑誌連載
- 現代農業（2006年3月号 - 2006年7月号、農山漁村文化協会）「帰農物語―テレビ世界から田んぼ世界へ」